# 特羅斯佳涅茨
特罗斯佳涅茨（羅馬化：Trostianets，發音：[trosʲtʲɐˈnɛtsʲ] ⓘ）是乌克兰蘇梅州奥赫蒂尔卡区特罗斯佳涅茨市镇内的城市及该市镇的行政中心，2020年7月18日前为特羅斯佳涅茨區的行政中心。該市距離州府蘇梅59公里，始建於1660年，面积23.8平方公里，海拔高度122米，2022年人口数量为19,544人。

## 歷史
1864年夏，彼得·柴可夫斯基應瓦西里·戈利岑邀請來到莊園，並在此創作交響詩《暴風雨》（Гроза）。
2022年3月2日，该市被俄羅斯聯邦武裝力量占领。3月25日，烏克蘭政府宣佈收復該市。

## 友好城市
- 乌克兰 喬爾特基夫（2021年11月5日）
- 波蘭 科茹胡夫
- 波蘭 博古赫瓦瓦

## 图集

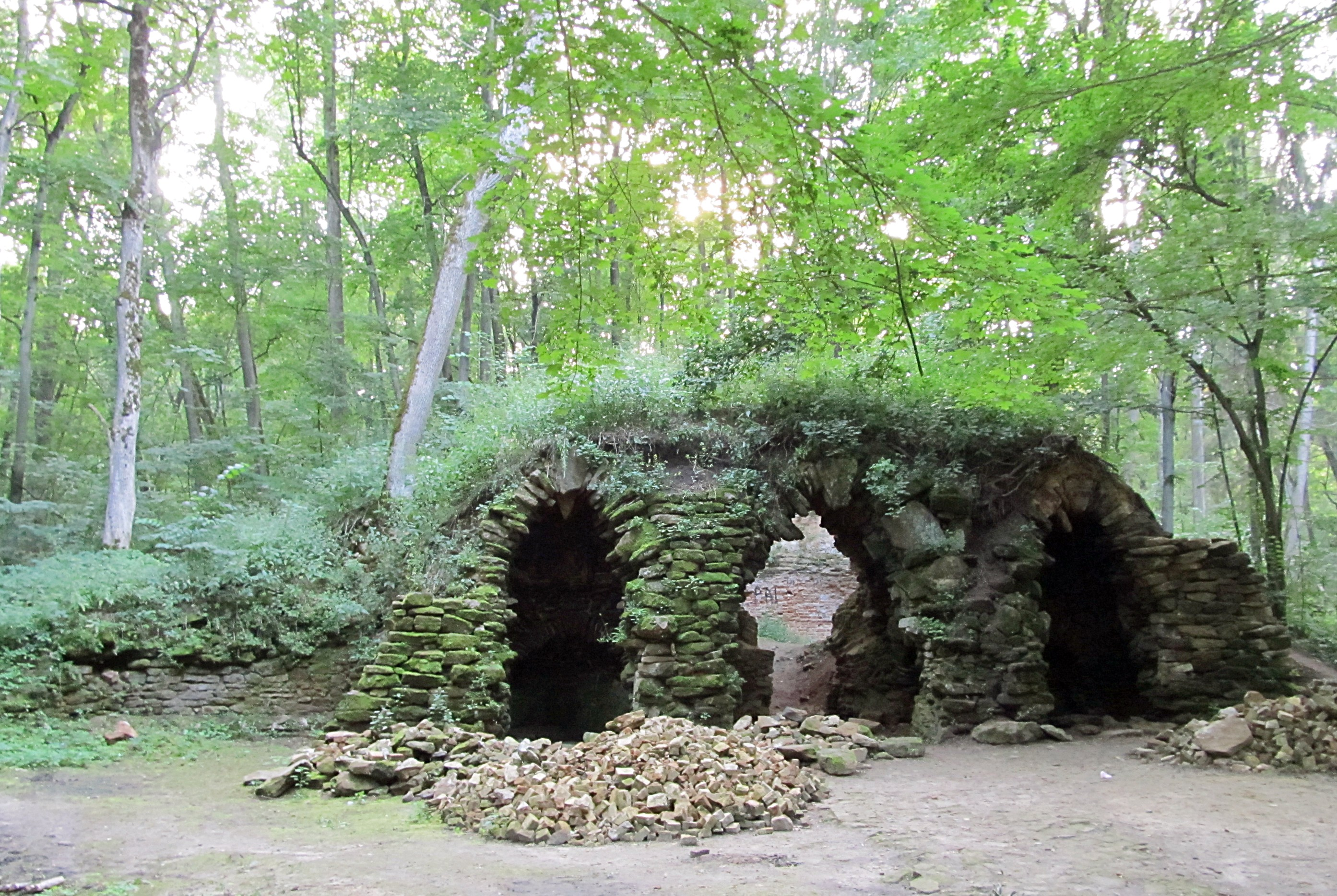
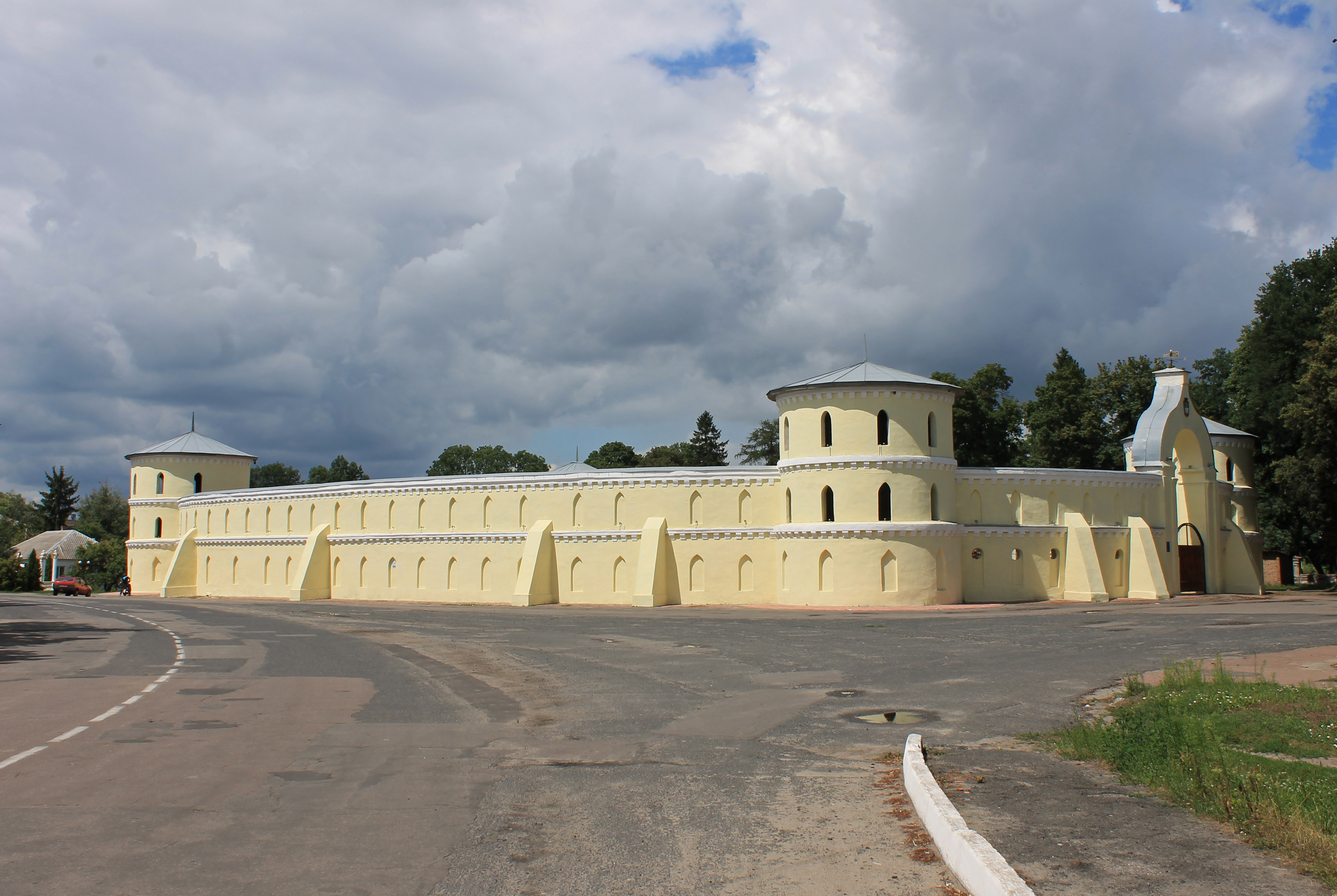
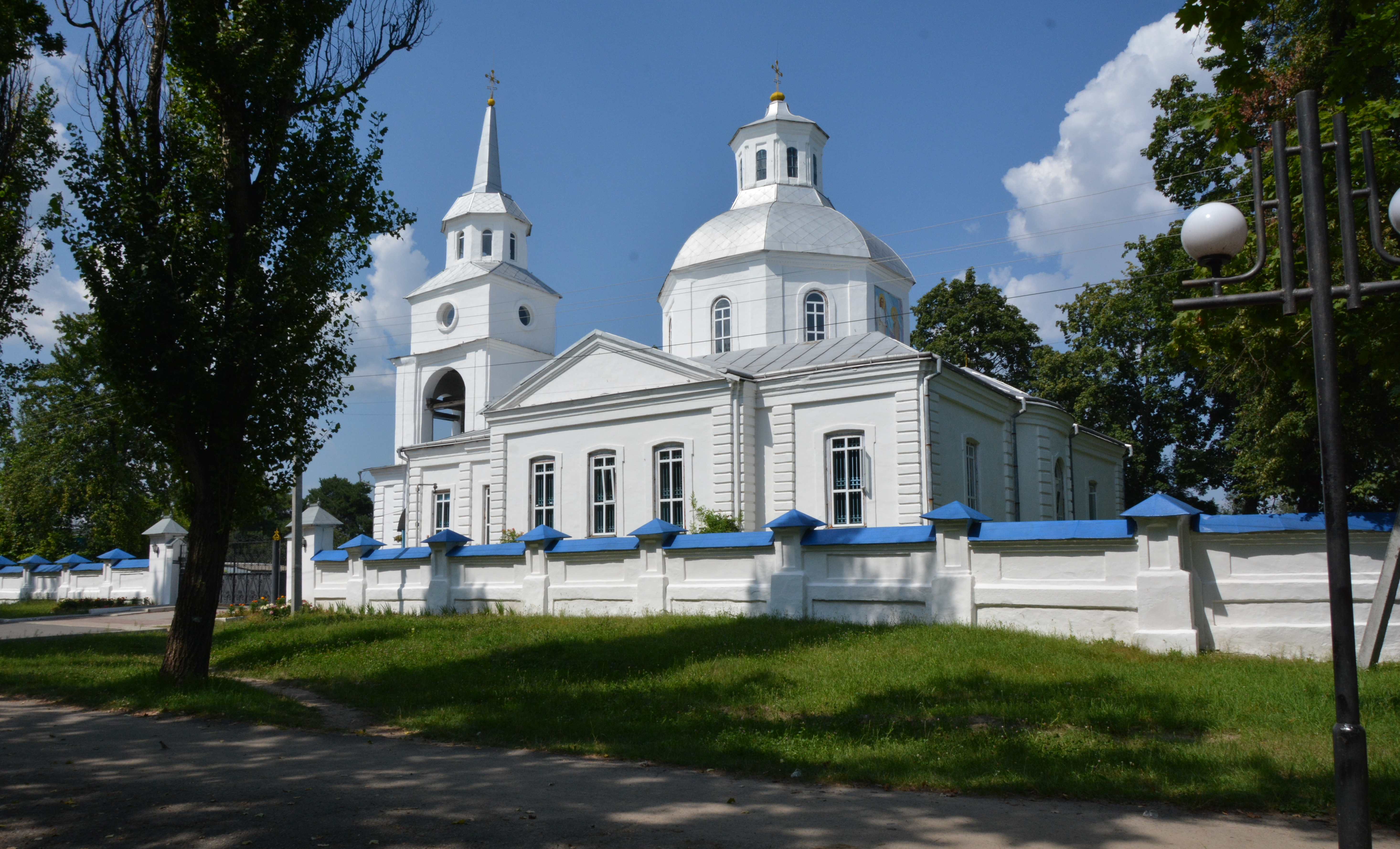
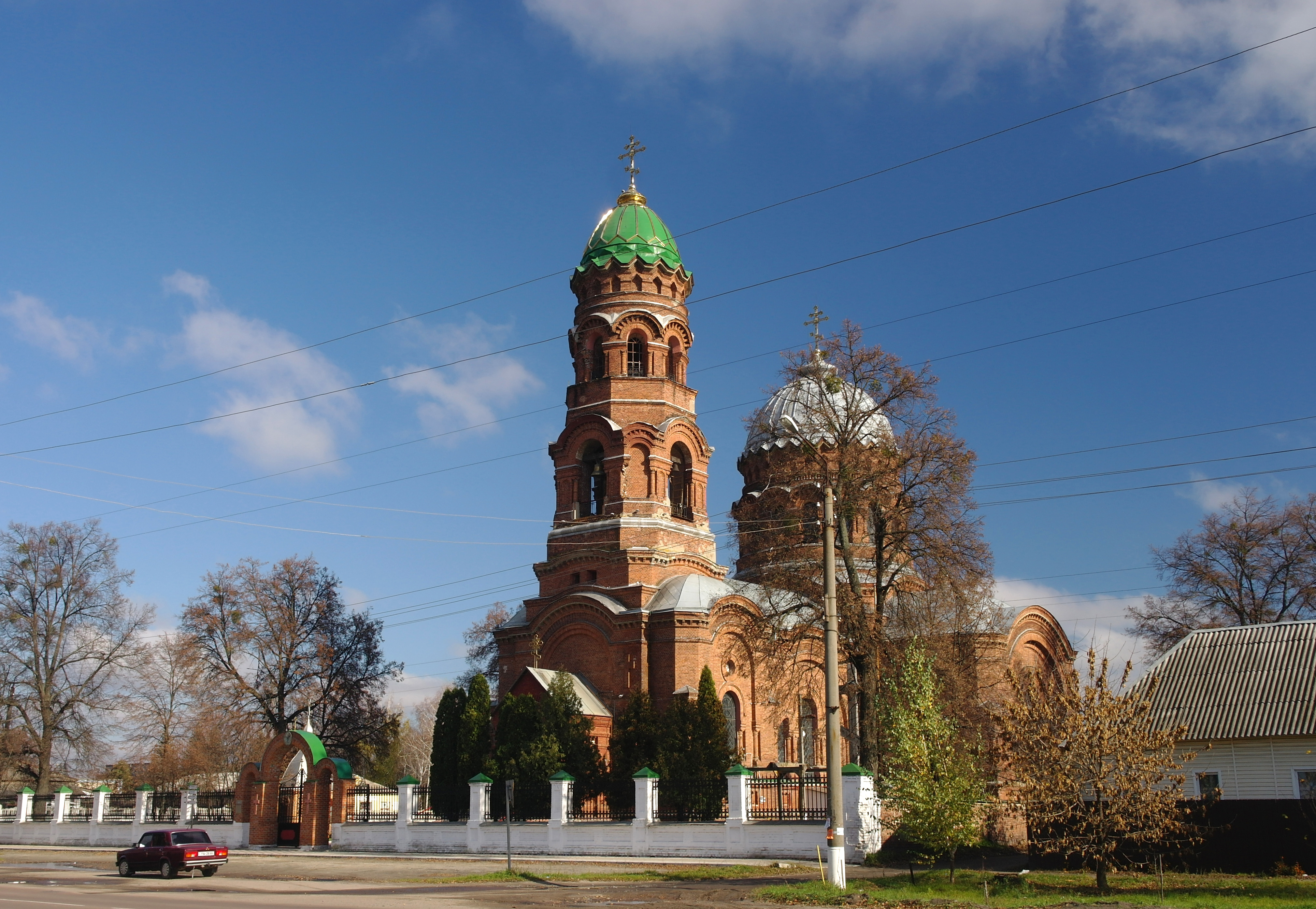
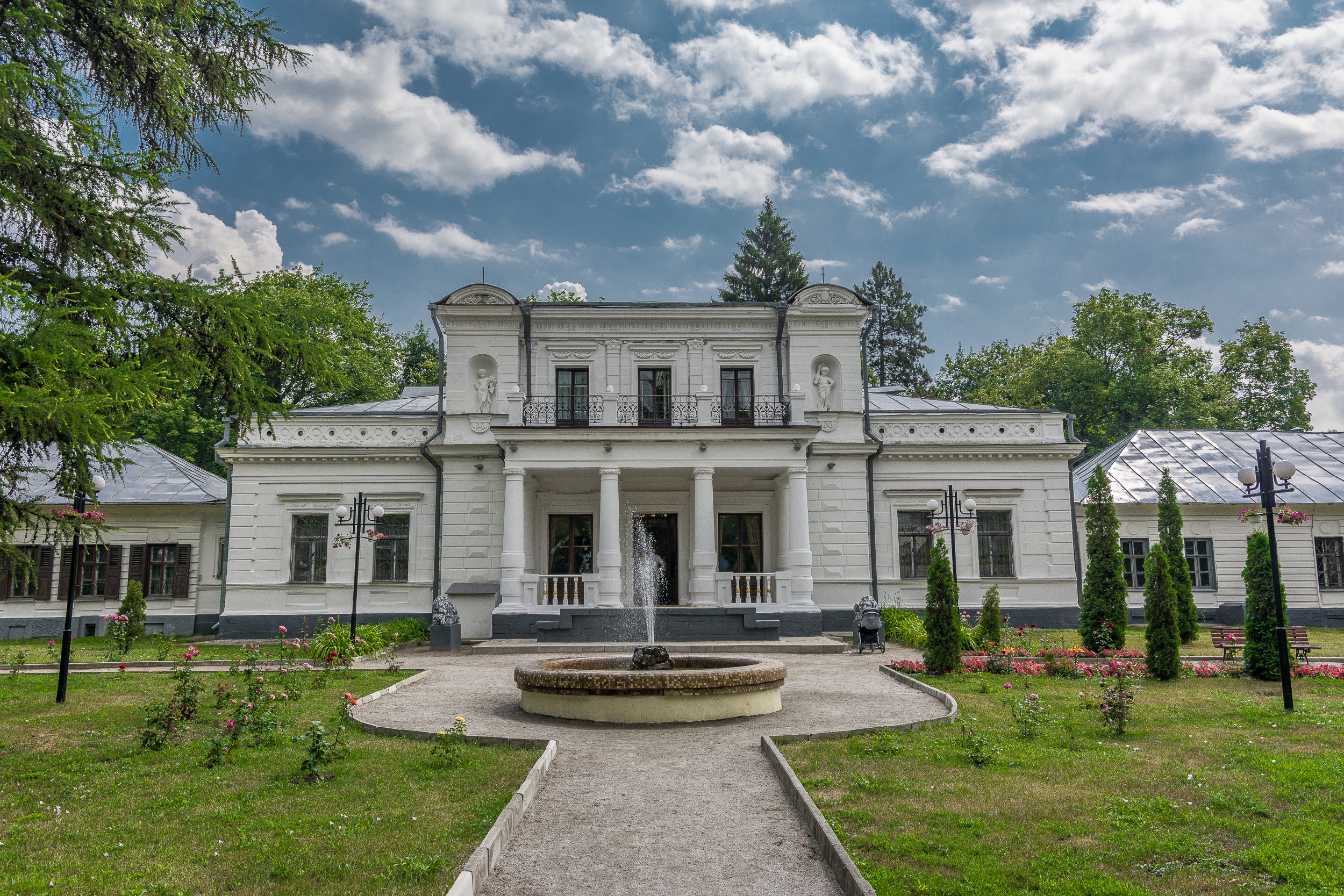
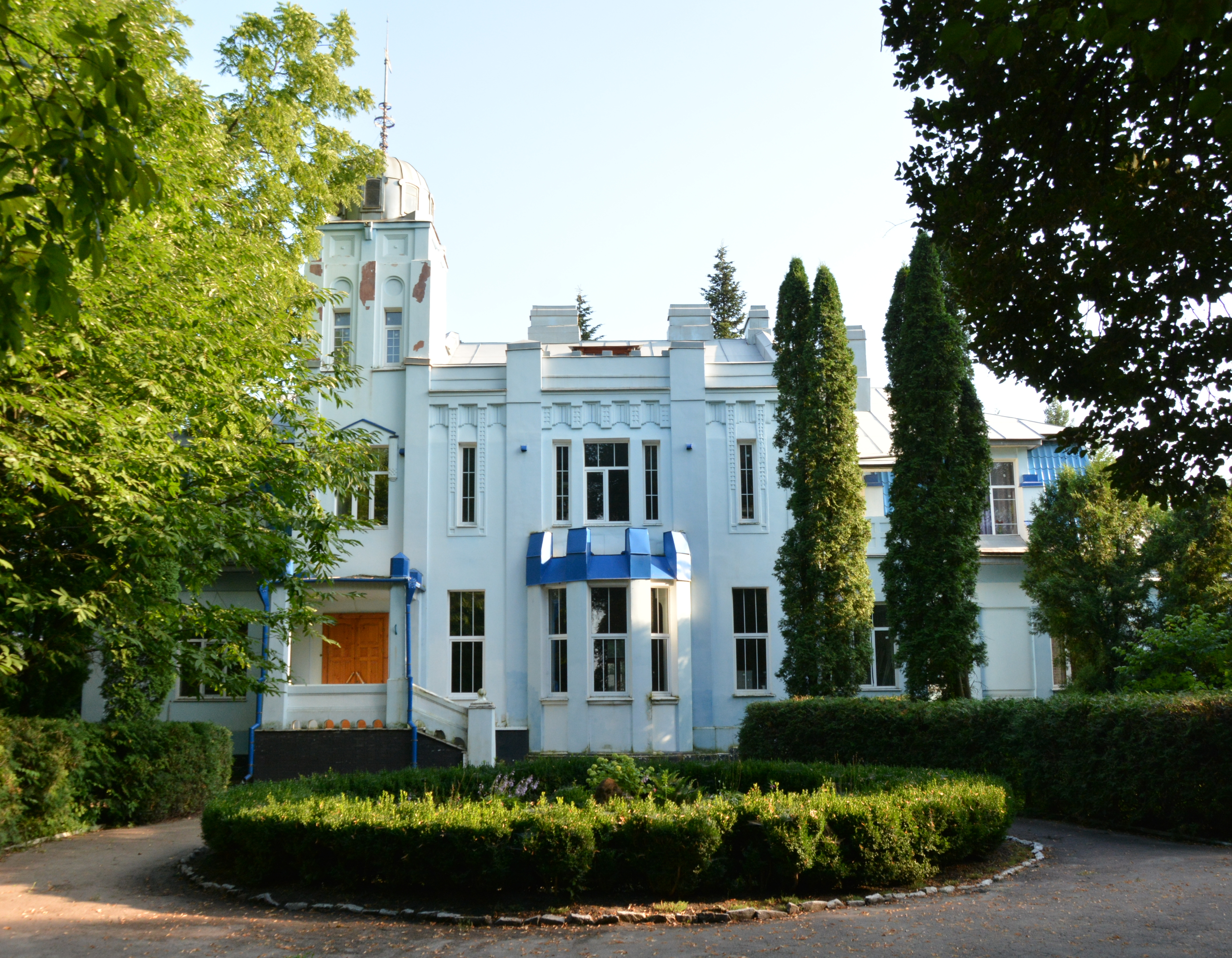
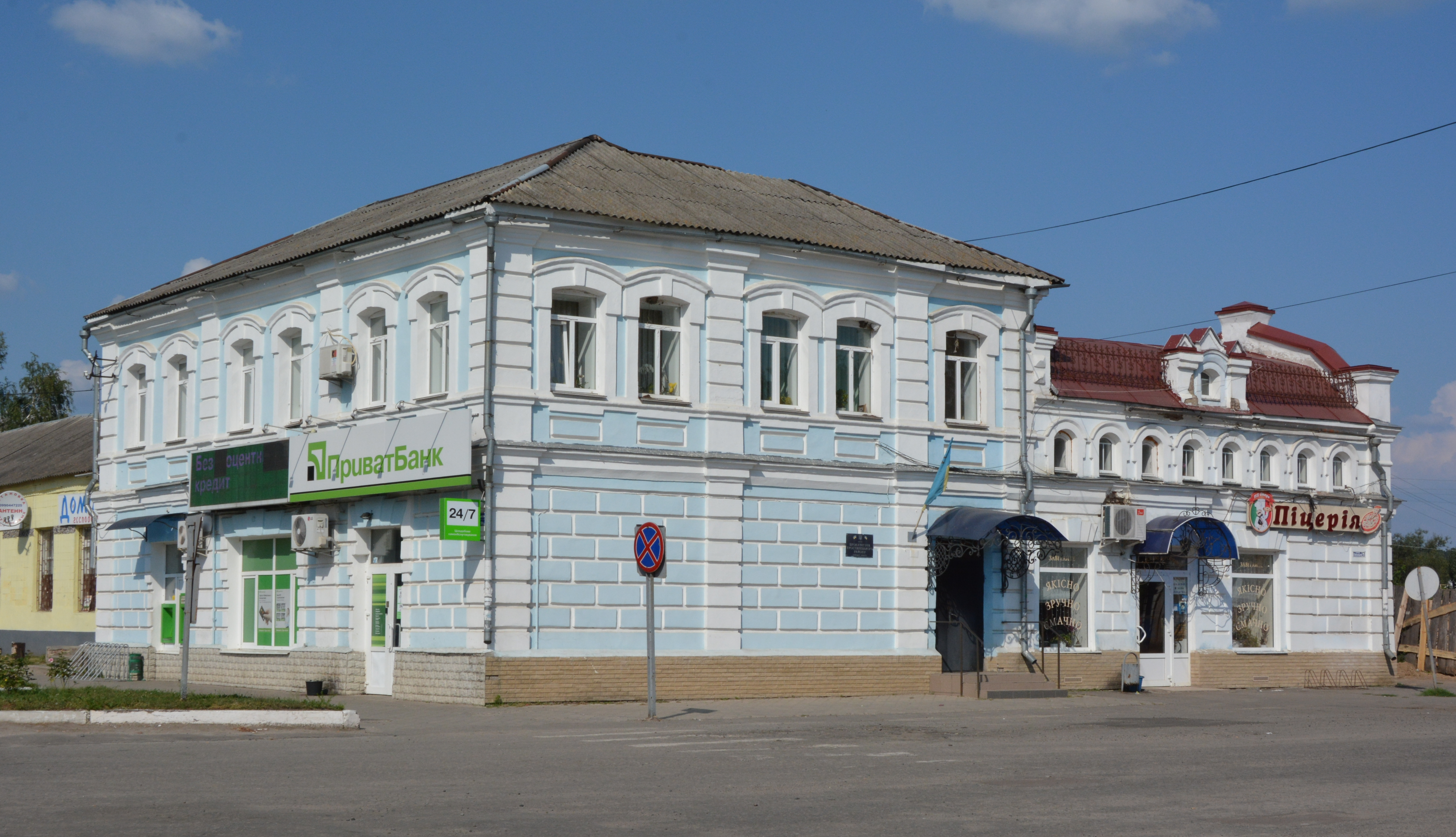